# Lichinella americana
Lichinella americana är en lavart som beskrevs av Henssen. Lichinella americana ingår i släktet Lichinella och familjen Lichinaceae.   Inga underarter finns listade i Catalogue of Life.